# Arc-en-Ciel et Verts
 (mars 2023).
Le Mouvement de liste des cinq cents Arc-en-ciel et Verts (虹と緑の500人リスト運動, Niji to Midori no 500 nin risuto undoh) est un regroupement politique japonais, fondé en 1998 et dissous fin 2008 avec une fusion formant le mouvement actuel de Greens Japan.
Il se présentait comme un réseau national d'élus locaux sans étiquette. Il comprenait de nombreuses personnalités politiques d'échelon local, dont l'ancien maire d'Hiroshima, Akiba Tadatoshi, ou encore la célèbre militante LGBT Kanako Otsuji. Affilié à la Fédération mondiale des partis Verts, le regroupement a apporté son soutien à l'Assemblée Verte ainsi qu'au Parti démocrate du Japon aux élections à la Chambre haute de la Diète, puis au candidat Ryûhei Kawada à celles de 2007.